# Romeo Ferraris
Romeo Ferraris – włoski zespół wyścigowy, założony w 1959 woku. Obecnie ekipa startuje w Europejskiej Formule 3, Pan Delta China oraz w Superstars Series. W przeszłości zespół pojawiał się także na starcie w Italian Tourism Championship, Campionato Mondiale Offshore, Endurance Touring Car Series, oraz w Italian GT-Championship. Siedziba zespołu znajduje się we włoskiej miejscowości Opera.

## Starty

### Europejska Formuła 3
| Rok  | Bolid              | Kierowcy        | Wyścigi | Wygrane | PP | NO | Pkt | M.K. | M.Z. |
| ---- | ------------------ | --------------- | ------- | ------- | -- | -- | --- | ---- | ---- |
| 2013 | Dallara-Volkswagen | Gary Thompson   | 6       | 0       | 0  | 0  | 0   | 29   | 12   |
| 2013 | Dallara-Volkswagen | Michela Cerruti | 9       | 0       | 0  | 0  | 0   | 35   | 12   |